# 红八月
红八月，本意是指在中华人民共和国文化大革命初期的1966年8月，也可指文革初期在中国首都北京市发生的一系列屠杀事件，由于这些杀戮主要发生于1966年8月，故称为“红八月”或“八月杀戮”。据1980年官方数据，在1966年8-9月间，在北京市有1772人被红卫兵打死，其中包括很多学校的老师和校长，另有至少33695户被抄家、85196个家庭被驱逐出北京；此外，受到北京市区红卫兵杀戮的影响，北京大兴县从8月27日至9月1日爆发了“大兴事件”，数天内先后有325人遭屠杀，最大的80岁，最小的仅38天，有22户人家被杀到绝戶。亦有学者指出，1985年北京市官方统计显示，屠杀实际死亡人数达10275。
1966年8月18日，中国共产党主席毛泽东在天安门城楼上接见了红卫兵代表宋彬彬，红卫兵受到鼓舞，北京的文革屠杀以及“破四旧”运动逐渐展开。杀戮方式包括打死、勒死、抽死、踩死、开水烫死、砍头等等，对多数婴幼儿则是摔死或踩住其一条腿，劈另一条腿，将人撕成两半。在此次文革屠杀中，亦有多人因遭到红卫兵的批斗和迫害而自杀，譬如在针对知识分子的“八二三事件”后，知名作家老舍投湖自尽。红八月期间，毛泽东曾公开表示不要干涉学生文革、并多次接见红卫兵，而中国公安部部长谢富治也提出要保护红卫兵、不要拘捕。但到了8月底、9月初，由于事态严重，中共中央进行了多次干预，大屠杀才逐渐结束。
红八月被认为是中国文革期间“红色恐怖”的源头，影响了上海、广州、南京、厦门等地的红卫兵运动，诸多地区均发生了领导干部、知识分子、教师、黑五类等被红卫兵批斗甚至杀死的事件。上海“红八月”暴力行为盛行，其中知名翻译家傅雷及夫人因遭批斗迫害，于9月3日在上海自缢而亡。有人将红八月及其重要时间节点“8月18日”与纳粹德国时期以及屠杀犹太人的开端“水晶之夜”相比较，也有人将自红八月开始的各地文革屠杀与日军的“南京大屠杀”等行为相比较；此外，在中苏交恶的大背景下，当时苏联和东欧共产党国家的一些刊物，把毛泽东在天安门城楼上接见红卫兵同当年希特勒向数十万支持者发表演讲相提并论。

## 杀戮历史

### 事件前奏
1966年5月16日，《五·一六通知》发布，时任中共党主席毛泽东等人在中国大陆发动了文化大革命。5月25日，北京大学哲学系聂元梓等人贴出了轰动一时的大字报《宋硕、陆平、彭珮云在文化革命中究竟干些什么？》，批判北京大学党委和北京市委。大、中学校的学生率先起来“造修正主义的反”，在短时间内，由学生成立的“红卫兵”组织蜂拥而起，开始到处批斗学校领导和教师，党政机关也开始受到冲击；其中清华大学附属中学的学生于5月29日成立了第一个红卫兵组织。
1966年5月底6月初，时任国家主席刘少奇、中央书记处负责人邓小平等人决定派出文革工作组，前往各大中学校协助领导运动，力图稳定局势，毛泽东最初对此表示同意。但到了7月份，毛泽东批评刘、邓二人，认为工作组是“起坏作用，阻碍运动”，7月底中央决定撤销工作组。
1966年8月1日，毛泽东致信清华附中红卫兵，3日由王任重正式传达，信中对红卫兵造反运动表达热烈支持。8月5日，北京师范大学附属女子中学的红卫兵将时任学校副校长卞仲耘打死、将副校长胡志涛打成重伤，而卞仲耘也成为了第一个在北京被打死的教育工作者。同日，毛泽东发表了针对国家主席刘少奇的大字报《炮打司令部——我的一张大字报》，不点名地指责后者“实行白色恐怖”。8月8日，中共八届十一中全会通过《中共中央关于无产阶级文化大革命的决定》（简称《十六条》），刘少奇在会上遭到批判，林彪接替刘少奇成为中共党内第二号人物。

### 屠杀高峰

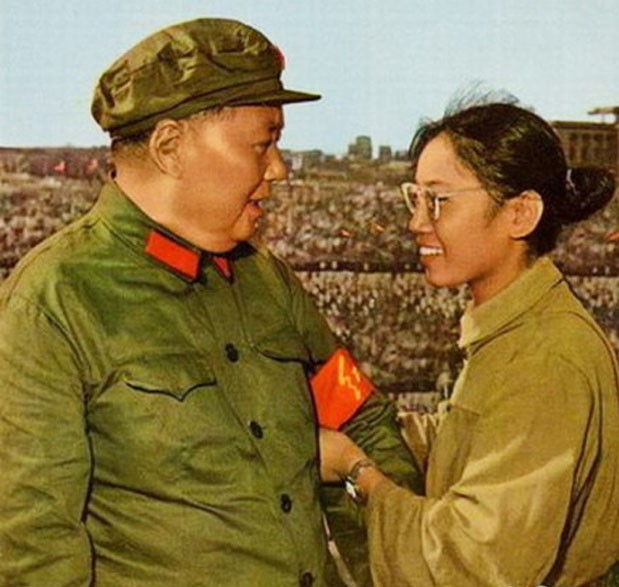
1966年8月18日，宋彬彬在天安门城楼上亲手為毛澤東戴上「紅衛兵」袖章

1966年8月18日，毛泽东在天安门城楼上接见了红卫兵代表宋彬彬，毛泽东问宋叫什么名字、是不是“文质彬彬”的彬，之后说了一句“要武嘛”，宋随后改名为“宋要武”。但在2014年的一次采访中，宋否认自己改名为“宋要武”。该事件之后，红卫兵名声大振，开始在北京市区内进行屠杀，同时展开“破四旧”，给众多街道、商店、商标、公共设施等进行改名。

8月22日，毛泽东、中共中央批转了公安部的文件《严禁出动警察镇压革命学生运动》，规定“不准以任何借口，出动警察干涉、镇压革命学生运动。” 8月23日，“八二三事件”爆发，同日毛泽东在中央工作会议上讲话，反对干涉学生文革，支持红卫兵运动：
主要问题是对各地所谓乱的问题采取什么方针？我的意见，乱它几个月。坚决相信大多数是好的，坏的是少数。没有省委也不要紧，还有地委、县委呢！《人民日报》发表了一个社论，工农兵不要干涉学生的运动。要提倡文斗，不要武斗。我看北京乱得不厉害。学生开了十万人大会，把凶手抓出来，惊惶失措。北京太文明了，发呼吁书。流氓也是少数，现在不要干涉，团中央改组，原想开会改组，现在看不准，过几个月再说。急急忙忙做出决定，吃了很多亏，急急忙忙派工作组，急急忙忙斗右派，急急忙忙开十万人大会，急急忙忙发呼吁书，急急忙忙说反对新市委就是反对党中央，为什么反对不得？我出一张大字报，炮打司令部。有些问题要快些决定，如工农兵不要干涉学生的文化大革命。他上街就上街，写大字报上街有什么要紧？外国人照相就照相，无非是照我们的落后面，让帝国主义讲我们的坏话有什么要紧？！

8月24日，作家老舍因遭批斗迫害，投湖自尽。同日，81岁的知名学者、鲁迅之弟周作人被红卫兵拉到北京八道湾家里院中大榆树下，被皮鞭、棍子抽打，进行批斗，家也被查封。此后，周作人两次向当地派出所递交“呈文”，恳请恩准他服用安眠药进行“安乐死”，但无人会理，周作人于次年5月逝世。

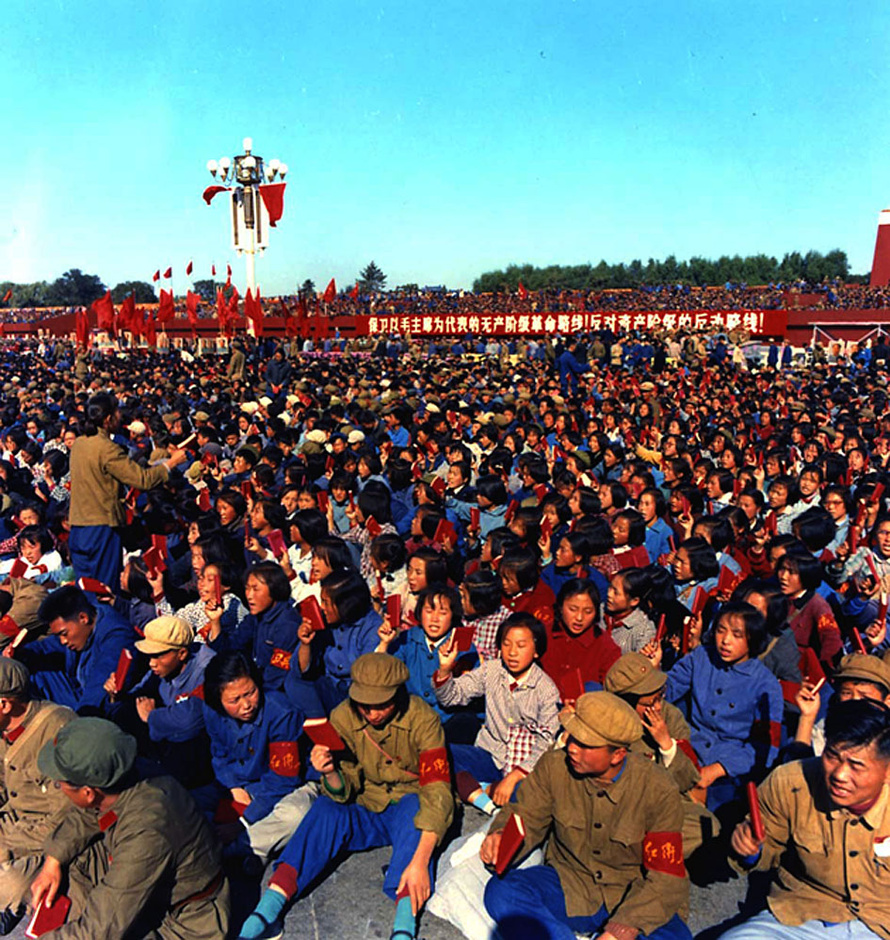
1966年9月15日，天安门广场上等待毛泽东接见的红卫兵

8月25日，首都红卫兵纠察队西城分队（简称“西纠”）成立，由陈小鲁（陈毅之子）等人发起，自称为红卫兵中的“优秀分子”，开始陆续向外界发放各类《通令》。而在同一天北京崇文区发生了“榄杆市事件”，红卫兵将其称为“榄杆市前洒碧血”，引发数千名红卫兵在榄杆市一带进行了为期约7天的大屠杀，一条街上的“黑五类”分子基本被杀光。在该事件中，8月25日，榄杆市附近广渠门内大街121号的房主李文波，在被红卫兵抄家、殴打过程中，拿起菜刀抵抗（红卫兵的说法），被红卫兵活活打死。国务院总理周恩来在随后接见红卫兵时，指出李文波是“反动资本家”对红卫兵行凶，并下令由北京市法院于9月12日以“行凶杀人”的罪名将李文波之妻刘文秀判处死刑、于次日枪决。此后，周恩来又下令由政府出面组织“红卫兵联络站”大肆抄家，并直接派人民解放军保护红卫兵的抄家行动。
8月26日，中国公安部部长谢富治在北京市公安局提出，“我们要保卫红卫兵，反革命杀了红卫兵坚决要镇压反革命……红卫兵打了坏人，不能说不对。打死了也就算了。” 此后，谢富治又在几个省市公安局负责人座谈会上提道，“打死人的红卫兵是否蹲监？我看打死就打死了，我们根本管不着。” 一个省的公安局长问：“拘捕起来总可以的吧？”谢回答：“如果你把打人的人扣留起来，捕起来，你们就要犯错误。”
8月26日，大兴县公安系统传达了谢富治的讲话，8月27日，“大兴事件”爆发，大兴县大批黑五类分子及家属遭到屠杀。北京昌平县亦发生了类似的屠杀事件，提出“斩草除根”、“留女不留男”的口号，连几个月的男婴也一并打死，各人民公社间甚至展开了杀人比赛。依据昌平区委党史办公室编写的《十年动乱中的昌平》，中越公社派出所8月27日召集的会议上曾经宣读和印发“西纠”的“以血偿血，以命抵命”的传单，决定27日全公社统一行动。
在8月28日的北京“大红罗厂南巷二十号惨案”中，北京第38中的红卫兵在抄家过程中，将黄炜班及其家人、男佣活活打死，并处理了杀人现场，后来受害人的亲属连遗体和骨灰也无法找到。据学者调查，将这些红卫兵引去抄家行凶的是当地派出所的民警罗某。

### 逐渐结束

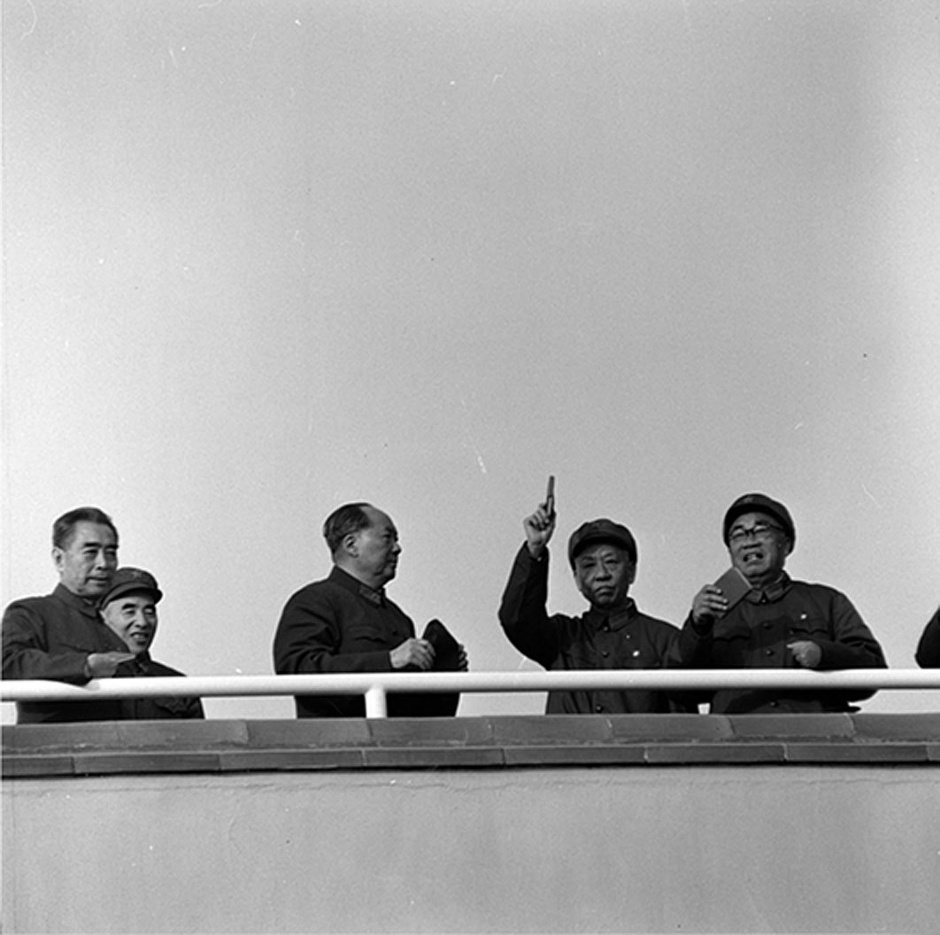
1966年9月15日，毛泽东第三次接见红卫兵。从左至右：周恩来、林彪、毛泽东、刘少奇、朱德在天安门城楼上。

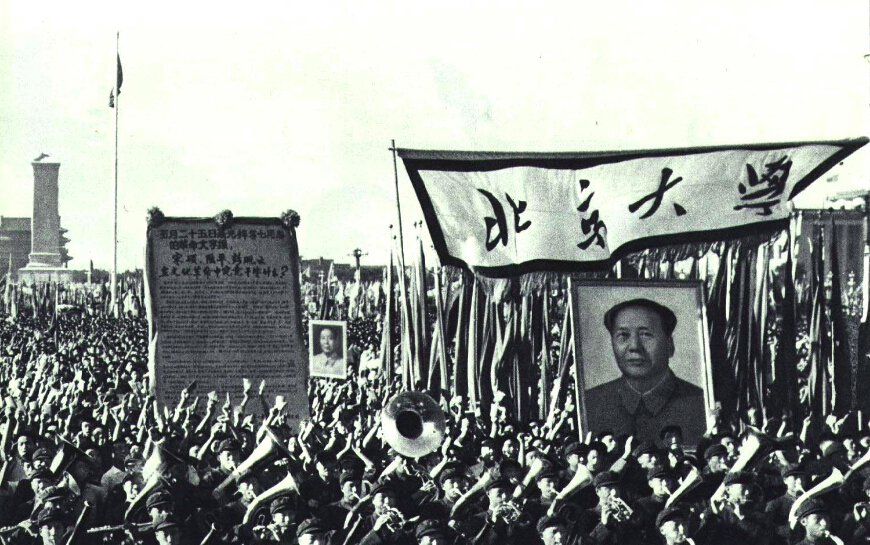
1966年9月，北京大学红卫兵代表在天安门广场

1966年8月底，由于事态严重，中共中央开始制止暴力行为。8月31日，林彪在接见外地来京革命师生大会上讲话，其中提到：
我们一定要按照毛主席的教导，要用文斗，不用武斗。不要动手打人。斗争那些走资本主义道路的当权派，斗争那些地、富、反、坏、右分子，也是这样。武斗只能触及皮肉，文斗才能触其灵魂。只有文斗，进行充分揭露，深刻批判，才能彻底暴露他们的反革命面貌，把他们最大限度地孤立起来，斗臭，斗垮，斗倒。各大中学校的红卫兵和其他革命的青少年组织，是文化大革命的急先锋，是人民解放军的强大后备力量。
而在同一天，毛泽东第二次接见红卫兵，林彪、周恩来都戴上了“西纠”的袖章，照片刊登在了第二天的《人民日报》上。9月3日，考古学家、诗人陈梦家因遭批斗迫害，在北京自缢而亡，死前说到“我不能再让别人把我当猴子耍”。
9月5日，《人民日报》发表《用文斗，不用武斗》的社论。此后，中共中央又连续发文、派人制止杀戮，死亡人数开始下降，大屠杀才逐渐结束。但与此同时，据学者披露，中央文革小组于9月5日曾发出一期“内部”的“简报”，标题是《把旧世界打得落花流水——红卫兵半个月来战果累累》。根据看到这份简报的高级干部说，这份简报写道，从8月下旬到9月初，北京已经有上千人被打死，而这份“简报”将此视为文革的“累累战果”的一部分。
9月15日，毛泽东等人在天门城楼上再次接见红卫兵。10月1日，部分北京红卫兵受邀登上天安门城楼，和毛泽东、林彪、周恩来一起，检阅广场上走过的百万人的国庆游行队伍。

## 屠杀情况

### 杀戮方式

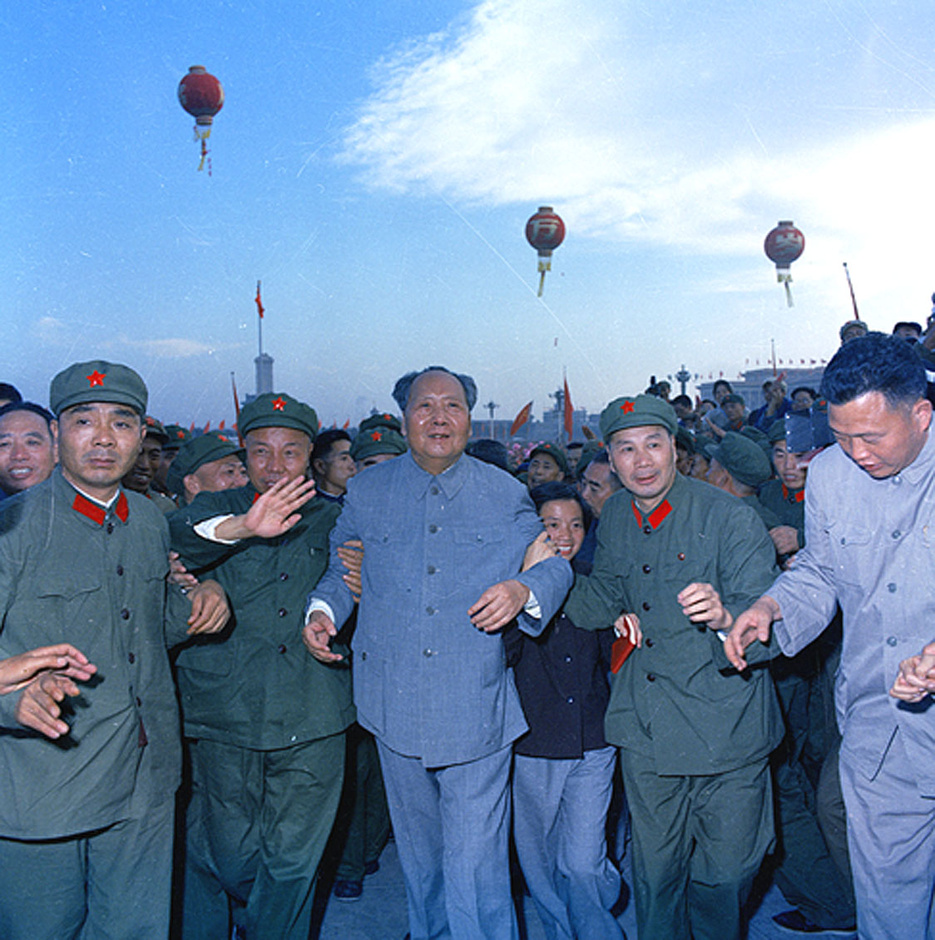
1966年10月1日，毛泽东在天安门广场第四次接见红卫兵（毛泽东左手边为上将杨成武，右手边为上将萧华）

北京文革屠杀中，红卫兵的杀戮方式包括用钝器打死、勒死、用铜头皮带抽死、踩死、开水烫死，等等。而在北京大兴县，杀人方式包括用棍棒打死、用铡刀铡死、用绳子勒死，对婴幼儿更残忍，除了摔死外，还对部分婴幼儿踩住一条腿，劈另一条腿，硬是把人撕成两半。
期间，北京市火葬场的焚尸炉日夜不熄，尸体依然堆积，且所有被打死和自杀的人，当局一律不准留下骨灰。

### 死亡人数
根据1980年12月20日的《北京日报》报道，在1966年8-9月间，在北京市有1,772人被红卫兵打死，其中很多为学校的老师和校长，另有33,695户被抄家、85,196个家庭被驱逐出北京。也有学者指出，根据1985年11月5日北京市核查工作会议的工作报告《加强领导，再接再厉，全面做好二期整党的核查工作》，北京屠杀事件中的实际死亡数为10,275人 ，另有92,000户被抄家、125,000户被驱逐出北京，但老舍、陈梦家等受迫害自杀者并不计算在内。
有学者指，北京市每日被打死的人数在8月下旬达到高潮，8月26日至9月1日每天有数百人被打死，还有大量的人被迫害自杀，其中西城区是北京各区中打死人最多的区。另有学者指，8月26日起死亡人数开始快速攀升，由每天十几人上升至六十余人，仅8月28日一日，海淀区打死和自杀68人、朝阳区的数字是近70人。
在北京大兴县的“大兴事件”（又称“八三一事件”）中，1966年8月29日至31日，先后有325名“黑五类”及家属遭屠杀，最大的80岁，最小的才38天，有22户人家被杀绝。 多数学者认为大兴屠杀的死亡人数包括在了北京市1,772人的死亡数字内，但也有学者认为北京市的数据不包括大兴、昌平（327人死亡）等远郊区各县死亡人数。

## 事件影响

### 红色恐怖席卷中国

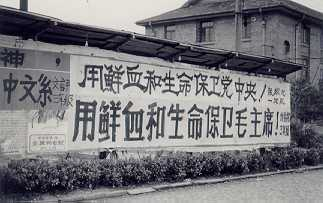
文革期间，上海复旦大学校园围墙的红卫兵政治宣传标语

红八月被认为是中国文革期间“红色恐怖”的源头，北京六中的部分红卫兵曾用受害者的鲜血在墙上书写标语“红色恐怖万岁！”。此期间的红卫兵主力多为中国共产党的高干子弟，信奉“血统论”，被称为“老红卫兵”。此外，红八月期间，因父亲习仲勋遭到迫害，当时还是北京市八一学校六年级学生的习近平沦为“黑五类”子弟，在学校被红卫兵殴打、游街。 
此后，红色恐怖影响了中国大陆的其它地区，包括上海、广州、南京、厦门等地均发生了红卫兵打死老师及其它暴力事件。 上海的“红八月”期间，改名风盛行，破四旧导致大量文物古迹毁损，黑五类、教职员、宗教人员等遭到批斗甚至殴打。据不完全统计，1966年9月1日-25日，上海市区489所中学，有361所学校红卫兵发生打人行为，被打者达1万余人，其中11人被打死、961人被打伤。8月底，知名翻译家傅雷遭到红卫兵抄家，受到连续四天三夜遭到批斗、罚跪、戴高帽等各种形式的凌辱迫害，9月3日，傅雷夫妇自缢身亡，死后骨灰一度不敢写真名。9月4日，时任上海市长曹荻秋在一个讲话上说，“上海的红卫兵抄了五千家”。9月15日，属首都红卫兵南下兵团第十六纵队的北京外国语学校学生11人，带着照相机和手提扩音器来到上海外国语大学附属外国语学校，宣称“北京运动轰轰烈烈，资产阶级狗崽子已威风扫地”，与该校红卫兵一起高呼“红色恐怖万岁”等口号；16日清晨，该校红卫兵营在校园里贴出“实行红色恐怖”的勒令布告，此后共有31名老师遭到批斗和迫害。9月18日，曹荻秋又在全市区县局以上干部大会上提到，上海搜出黄金48万两，“是北京的10倍”、“北京好像动得比上海厉害，但上海成绩比北京大”。 

### 地權由政府徹底管控
在紅八月中紅衛兵曾向私房主發出通令，勒令交出私地和城市土地，“收歸國家所有”，當時私人業主們手上的《土地所有權證》或《房地產所有證》是在一種非常恐怖的氣氛下、被逼着交到房管局去的。在北京當時紅衛兵是闖到市民家里抄家，在老街巷里大肆虐殺市民，其中就有不少是私房主。在這種恐怖當中的北京，多數業主為了保住性命，被迫向各區的房地局交出房地產證，同時有留下收據。“文革”後政府嘗試修補之前的錯誤，推動歸還當時被迫收繳的業權證明給業主們。但是到了1982年12月，第五屆全國人民代表大會第五次會議通過並同日即時公佈《八二憲法》，當中横空出世第十條：“城市的土地屬於國家所有。”至此在明文層面上開始轉向「没收私地」、一步實現城市土地國有化。之後各地逐步拖延歸還業主業權證明和改變政策方向，其中在上海市政府批轉市建委《關於加強城市土地管理工作的請示》中就規定：“自憲法公布之日起，本市城市土地已全部歸國家所有；私有土地產權證件一律作廢；原私地租賃關系自然終止。” 國土管理局於1990年回覆法院的信件中將私人地權編造成「使用權」，最高人民法院在1992年再出一紙通知，實質剝奪了業主們法定追訴私人物業財產被侵害的權利。此轉變是實際上將財產權利屬性中的所有權虛置，客觀導致往後土地權益變更所牽涉的糾紛爭議等無法解決，尤其是在公權力徵地或拆遷等情況中，均直接造成原有的對於地租之分享而形成的身份權利的破壞。

## 事件评价
有学者将红八月以及其重要时间节点“8月18日”，与纳粹德国时期以及对犹太人屠杀的开端“水晶之夜”相比较，也有人将自红八月开始的各地文革屠杀与侵华日军的南京大屠杀相比较。王传业认为，“红八月的罪恶将跟柏林水晶之夜、南京大屠杀并列入史，任何辩解都无济于事，后代人民将永不遗忘。” 王友琴认为，“中国有文字记载的历史上，从来没有过这样大规模的由青少年打杀教师和老百姓的事情。在皇帝时代，死刑要经过审理，可以上诉，由专业刽子手执行。文革后有人把文革笼统解释为‘封建主义传统’造成的。这种说法不能解释1966年8月发生的红卫兵暴力。” 章立凡认为，“红卫兵成为‘文革’的第一批社会打手，就类似‘冲锋队’。小将们是‘无知者无畏’，但充其量只是帮凶角色。北京和全国各地发生的普遍暴力，不是什么自发的‘群众革命行动’，各街道派出所都向红卫兵提供了本辖区的抄家对象名单。” 他还引用了一位中共最高领袖的后代访问德国之后和他的谈话：“与经历过纳粹时代的老一辈谈起中国‘文革’，他们特别能理解。”
在中苏交恶的大背景下，当时苏联和东欧共产主义国家的一些刊物上，把毛泽东在天安门城楼上接见红卫兵同当年希特勒向数十万支持者发表演讲相提并论。苏联当时出版了大批宣传资料批判文革和毛泽东，苏联时代和苏联教科书中对毛和文革的批判影响了俄罗斯几代人。

## 延伸阅读
- 严飞：《政治运动中的集体暴力：“非正常死亡”再回顾（1966-1976） 》。《二十一世纪双月刊》，2016年6月。（（页面存档备份，存于））
- 章立凡：《“红八月”——滴血的记忆 （页面存档备份，存于）》。2006年。
- 宋永毅：《“文革”中的暴力与大屠杀 》。《当代中国研究》，2002年（第三期）。（（页面存档备份，存于））
- 宋永毅：《文革大屠杀》，香港开放出版社，2002年。
- 王友琴：《红八月与红卫兵 （页面存档备份，存于）》、《文革受难者》。《开放杂志》。
- Andrew G. Walder（安德鲁·G·魏昂德）. Rebellion and Repression in China, 1966–1971 （页面存档备份，存于）. Social Science History, Volume 38, Numbers 3 & 4, Fall/Winter 2014, pp. 513-539 (Article) Published by Cambridge University Press。
- SEKI Hei. A HISTORY OF MASSACRES IN CHINA What Makes the Chinese Such Lovers of Murder?. 2007.